# Lucia Moholyová
Lucia Moholyová, rozená Schulzová (18. ledna 1894, Praha – 17. května 1989, Curych) byla německy mluvící fotografka židovského původu narozená v Čechách. Nejslavnějšími jsou její fotografie dokumentující architekturu a produkty umělecké školy Bauhaus. Dlouho však byla řada jejích prací přičítána jejímu manželovi, významnému fotografovi László Moholy-Nagyovi, nebo zakladateli Bauhausu Walteru Gropiovi. 

## Životopis
Vyrůstala v sekularizované židovské rodině v německy mluvící enklávě v Praze, kde její otec vykonával advokátní praxi. Jejím mladším bratrem byl Franz Schulz, scenárista působící zejména v Německu. Již od dětství si psala deníky, které jsou dnes zajímavým zdrojem informací o životě středostavovských rodin v předválečné Praze. Nejprve se živila jako učitelka němčiny a angličtiny, pracovala v kanceláři svého otce, v roce 1912 pak začala studovat filozofii, filologii a dějiny umění na německé Karlo-Ferdinandově univerzitě.
V prvních letech první světové války se přestěhovala do německého Wiesbadenu, kde pracovala jako divadelní kritička pro místní noviny. Krátce poté se přestěhovala do Lipska a poté do Berlína, kde pracovala pro několik nakladatelství (mj. Hyperion a Kurt Wolff) jako redaktorka. Začala psát i prózu, z radikálně expresionistických pozic a pod pseudonymem „Ulrich Steffen“.
V Berlíně se v dubnu 1920 setkala s László Moholy-Nagyem, který tam před nedávnem emigroval z Maďarska. Vzali se 21. ledna 1921, na její 27. narozeniny. Dlouho to byla ona, kdo oba živil z platu nakladatelské redaktorky. V roce 1926 Walter Gropius oba pozval do Dessau, kde vytvořil kampus své školy Bauhaus. Stál o to, aby zde Moholy-Nagy učil. Luciiny deníky prozrazují, že v Dessau nebyla šťastná, a že jí nevyhovovala izolovanost školy. Manžel jejím pocitům nerozuměl, jemu samotnému neměstský charakter života v Dessau plně vyhovoval.  Dessau opustili oba v roce 1928, vztah to však nezachránilo, rozešli se v roce 1929.
V roce 1933 se v Německu chopila moci nacistická strana. Moholyová v té době chodila s komunistickým poslancem, který byl jednoho dne zatčen přímo v jejím bytě, což ale neviděla na vlastní oči, neboť v tu chvíli nebyla doma. Přesto vyděšeně z Berlína uprchla a zanechala zde všechny své věci, včetně objemných skleněných negativů z Bauhausu. Ty se posléze dostaly k Walteru Gropiovi a řadu z nich později publikoval, aniž by označil skutečné autorství snímků, například na výstavě v Museum of Modern Art v New Yorku roku 1938.
Z Berlína uprchla do rodné Prahy, kde našla azyl u členů rodiny. Dlouho zde ale nepobyla, rozhodla se odejít do Švýcarska, žila chvíli též v Paříži. Chtěla do USA, kde jí bývalý manžel nabídl místo na Chicagské univerzitě, ale víza v roce 1940 nedostala, přestože jí kvůli židovskému původu hrozilo bezprostřední nebezpečí. Nakonec strávila válku v Londýně. Zde se živila komerční fotografií a výukou. Vydala také knihu A Hundred Years of Photography, 1839–1939, kterou napsala v angličtině, již ke svému štěstí brilantně ovládala od dětství.
V letech 1946 až 1957 cestovala po Blízkém a Středním východě, kde fotografovala a točila dokumentární filmy pro UNESCO. V roce 1959 se přestěhovala do Zollikonu ve Švýcarsku, kde napsala knihu o svém působení v Bauhausu a zaměřila se na uměleckou kritiku. Ve Švýcarsku již dožila. Zemřela 17. května 1989 ve věku 95 let.

## Výstavy
- 2024 Lucia Moholy: Exposures, Kunsthalle Praha, 30. květen —28. říjen 2024, kurátoři: Meghan Forbes, Jan Tichý a Jordan Troeller, ve spolupráci s Christelle Havranek.[5]

## Galerie

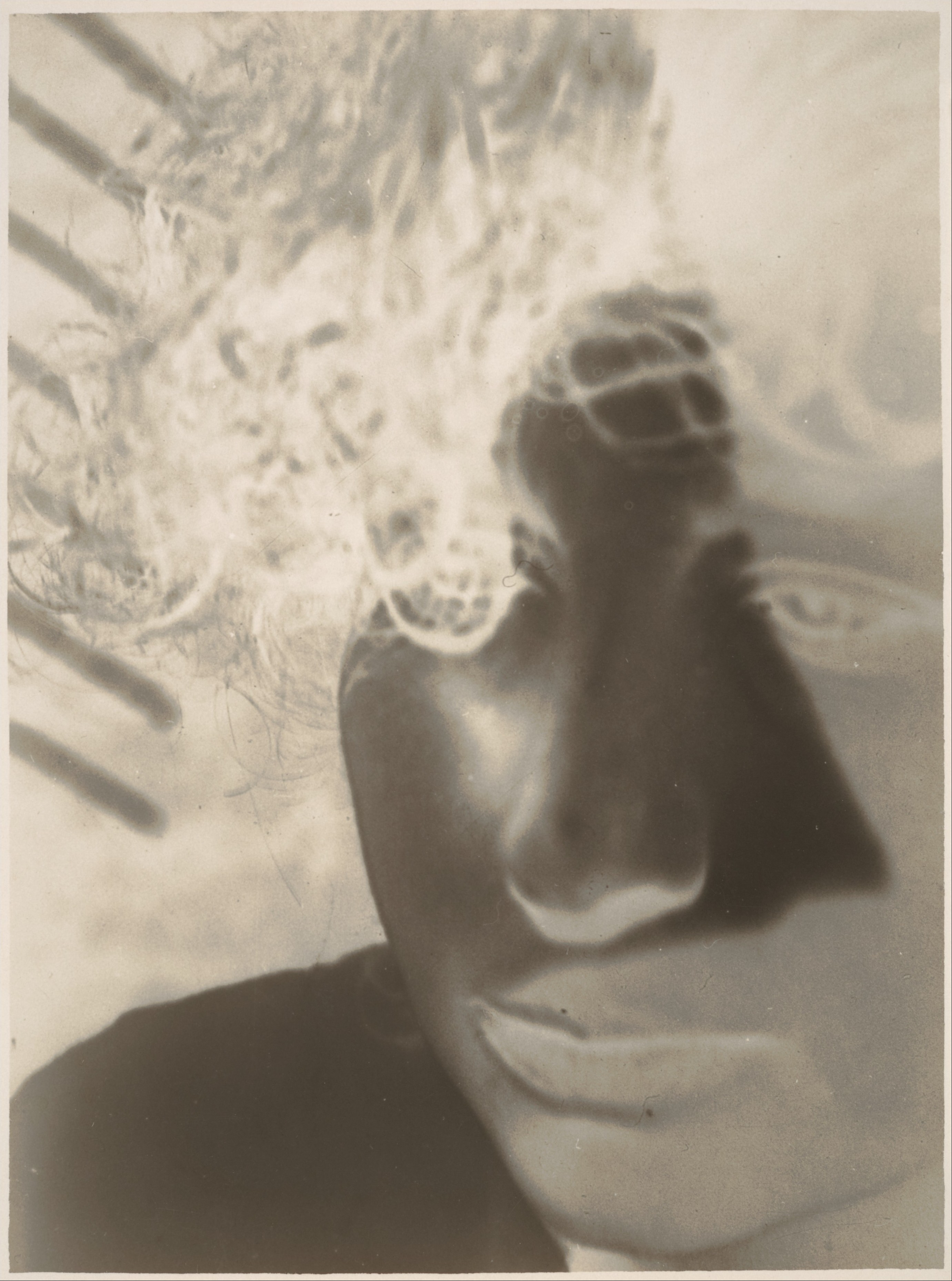
Lucia Moholyová: Negative Print, 1924–1928
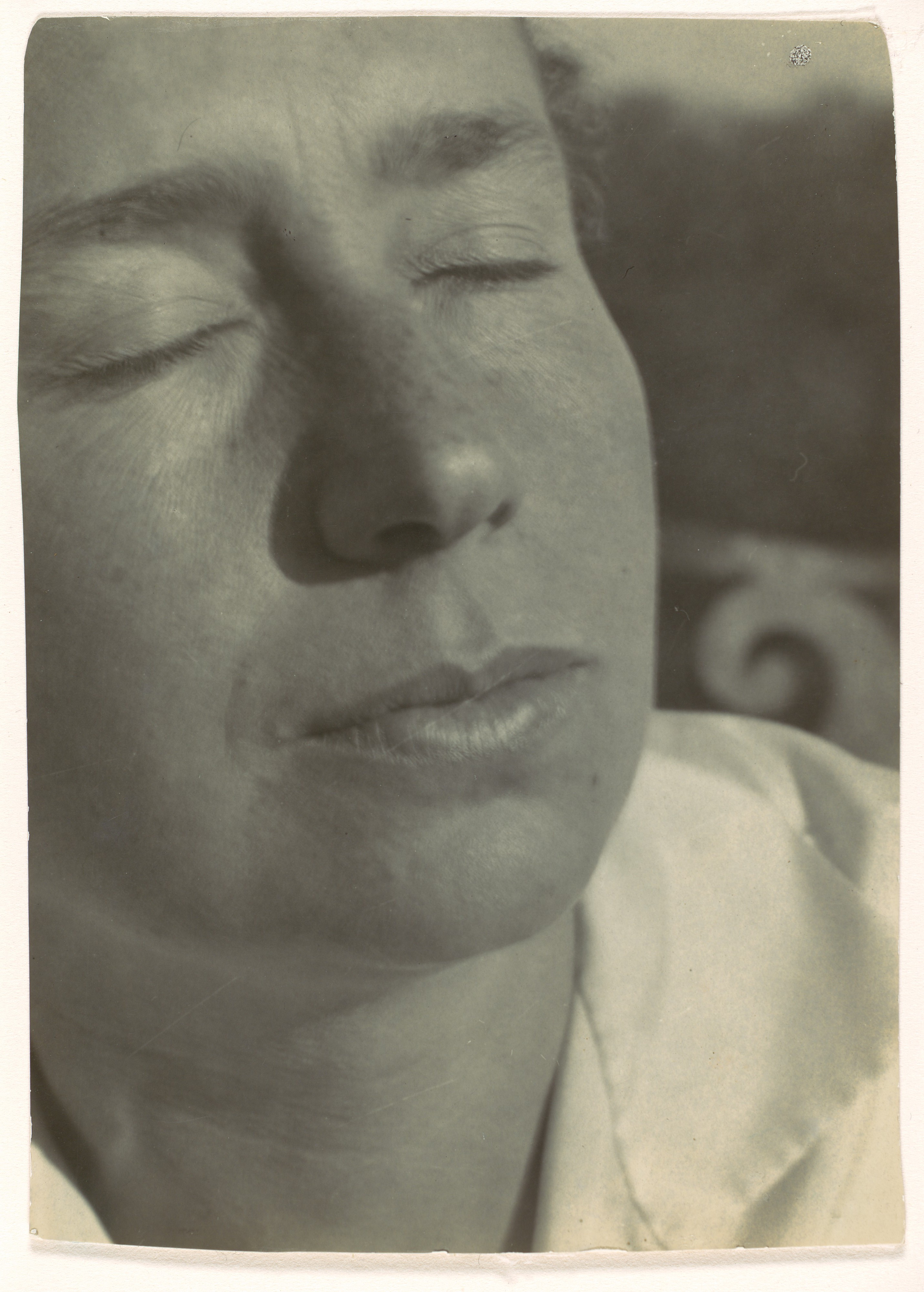
Lucia Moholyová, 1920–1930